# Geocrinia alba
Geocrinia alba es una especie de anfibio anuro de la familia Myobatrachidae.

## Distribución geográfica
Esta especie es endémica del suroeste de Australia Occidental. Habita hasta 150 m sobre el nivel del mar.

## Descripción
Geocrinia alba tiene una longitud de 17 a 24 mm y es morfológicamente similar a Geocrinia vitellina. Su parte posterior es de color marrón claro a gris con manchas de color marrón oscuro. Sus flancos son blancos.

## Publicación original
- Wardell-Johnson & Roberts, 1989 : Endangered! Forest frogs. Landscope, Perth, vol. 5, p. 17.[6]